# 桃瀬なつみ
桃瀬 なつみ（ももせ なつみ、1996年4月4日 - ）は、日本のジュニアアイドル、グラビアアイドル。
大阪府出身。ポセイドンエンターテイメント所属。現在は、大学院医学部博士課程在学中である。

## 出演

### DVD
- 桃色ミルク（2006年2月、オークラ出版）
- かわいいあーと・ぽっぷ（2007年2月、サイバーピクチャーズ）
- ピュアぐらびあ・あーと（2007年2月、サイバーピクチャーズ）
- Take Naturally（2007年6月、サイバーピクチャーズ）[1]
- 沖縄と海と（2007年9月、渋谷ミュージック）[2]
- コスプレDX（2008年1月、渋谷ミュージック）
- グラマラス（2008年5月、渋谷ミュージック）
- 桃瀬なつみ 12歳のちょっと不思議な日記 〜なちゅみの夏休み上巻（2008年11月、映蔵や）
- 桃瀬なつみ 12歳のちょっと不思議な日記 〜なちゅみの夏休み下巻（2008年11月、映蔵や）
- 桃瀬なつみ 12歳 小学校卒業 上巻（2009年4月、渋谷ミュージック）
- 桃瀬なつみ 12歳 小学校卒業 下巻（2009年4月、渋谷ミュージック）
- ホイップ 2009年 06月号（2009年4月、コアマガジン）
- ピース学院 中等部物語 学校編 第(1)巻（2009年5月、渋谷ミュージック）
- ピース学院 中等部物語 学校編 第(2)巻（2009年5月、渋谷ミュージック）
- 桃瀬なつみ 13歳 ぴかぴかの中学1年生（2009年7月、渋谷ミュージック）
- 桃瀬なつみ 13歳 中1 ピーチ☆プラスピーチ（2009年10月、渋谷ミュージック）
- 桃瀬なつみ 不思議の国のなつみ（2010年1月、渋谷ミュージック）[3]
- 桃瀬なつみ なつみのピーチハント（2010年4月、渋谷ミュージック）[4]

### 写真集
- ひ・み・つだよ（2006年2月、オークラ出版、撮影：矢野力） ISBN 978-4-7755-0837-4

## 出演

### テレビ番組
- キッズファッション（2005年）